# Джуца
Джуца́ — река в Ставропольском крае. Является правым и самым крупным притоком реки Юца. Длина — 7,5 км. Площадь водосборного бассейна — 105 км².
Джуца впадает в Юцу на территории села Юца. Реку Джуца составляют две реки: Джуца 1-я (балка Богатинская, 19 км) и Джуца 2-я (13 км). Общая длина Джуцы с притоками — 13 км.

## Этимология
Название предположительно произошло от тюркского Джилы-су — «тёплая вода».

## Данные водного реестра
По данным государственного водного реестра России относится к Западно-Каспийскому бассейновому округу, водохозяйственный участок реки — Подкумок от города Кисловодск и до устья. Речной бассейн реки — Бессточные районы междуречья Терека, Дона и Волги.
Код объекта в государственном водном реестре — 07010000512108200001868.